# Клара Ґайвіц
Клара Ґайвіц (нім. Klara Geywitz; нар. 18 лютого 1976) — німецька політична діячка. З грудня 2021 року — міністр у справах житла, міського розвитку та будівництва Німеччини.